# Куриоса (фильм)
«Куриоса» (фр. Curiosa) — французская историческая драма 2019 года режиссёра Лу Жене.

## Сюжет
Чтобы погасить долги своего отца, Мария де Эредиа выходит замуж за поэта Анри де Ренье, но любит она именно Пьера Луиса, – поэта, эротомана и великого путешественника. Именно с ним она проведет посвящение в любовь и эротику через фотографическую и литературную связь, которую они придумывают вместе.

## В ролях
- Ноэми Мерлан — Мария де Эредиа
- Нильс Шнайдер — Пьер Луис
- Бенжамин Лаверн — Анри де Ренье
- Камелия Джордана — Зохра Бен Брахим
- Амира Казар — Мадам де Эредиа
- Скали Дельпейра — Месье де Эредиа
- Матильда Варнье — Луиза де Эредиа
- Мелоди Ришар — Элен де Эредия
- Эмильен Дьяр-Детоф — Жан де Тинан
- Дамиен Боннар — Андре Шомекс